# من شارع الهرم إلى... (مسلسل)
من شارع الهرم إلى...، مسلسل تلفزيوني صور في الإمارات العربية المتحدة، وتدور أحداثه في الكويت. وهو من تأليف الكاتبة الكويتية هبة مشاري حمادة وإخراج السوري المثنى صبح.

## القصة
تدور احداث المسلسل على عائلة "عبلة" التي تعمل جميعها في السلك الطبي، فيما يعيشون جميعاً تحت سقف واحد، تحكمه الطبيبة "عبلة" بقوانينها، التي لا يمكن لأحد تجاوزها، الأمر الذي يؤدي إلى ذوبان الخصوصية، وهو ما يجعل لكل فرد من العائلة حكايته الخاصة. تتغير بهم الحال عند بقاء الراقصة التي تحيي حفل زفاف الابن داخل المنزل، حيث تبدأ بإثارة شك الوالدة مما تنكشف العديد من الأسرار التي تتعلق بالماضي.

## الممثلون
| اسم الممثل       | دوره    |
| ---------------- | ------- |
| هدى حسين         | د. عبلة |
| خالد البريكي     | أنس     |
| أحمد إيراج       | زهير    |
| عبدالمحسن القفاص | قتيبة   |
| مرام البلوشي     | سلسبيل  |
| محمد الرمضان     | نزار    |
| لولوة الملا      | رشا     |
| إيمان الحسيني    | فاطمة   |
| نور الغندور      | كريمة   |
| فرح الصراف       | نوف     |
| نور الشيخ        | في      |
| ليلى عبدالله     | لبنى    |
| خالد الشاعر      | شاهين   |
| ناصر الدوسري     | معن     |
| روعة السعدي      | غزوة    |
| روان الصايغ      | ستيلا   |

## انتقادات
تعرض المسلسل للانتقاد وغضب الشارع المصري وطلبوا بوقف عرضه ويتهمونه بالإساءة إلى المرأة المصرية، بعد إظهار شخصية الراقصة من مصر.